# Strömsnäs Egendom
Strömsnäs Egendom är en herrgård i Mjölby kommun belägen i Veta socken. Huvudbyggnaden ligger högt belägen invid Svartån, uppförd 1918 i nationalromantisk stil. Gården omnämns 1657 på de Rogiers karta, då under namnet Wimne Röfvaregård. Det namnet återkommer i kyrkliga och kamerala handlingar fram till 1800-talets mitt. Ursprunget till namnet torde vara en väpnare från Finland vid namn Nils Röfvare som förekommer i ett gåvobrev till Åbo domkyrka år 1487. 
Fram till 1600-talet var gården i kyrkans ägo då den förvärvades av en löjtnant vid Östgöta kavalleri, Måns Mårtensson. År 1691 övergick ägandet till Gripenwaldtska egendomarna med Mantorp som centrum. I husförhörslängden 1840-48 skrevs det först Wimne Röfvaregård, men i längden har senare tillagts "eller Strömsnäs", för att sedermera övergå till endast Strömsnäs.
Vid början av 1840-talet ägdes gården av hovrättskommissarien Laurentius Stenmark. Han var kronolänsman, och då var det gamla gårdsnamnet ju inte passande. 1917 förvärvades gården av bruksdisponententen Carl-Gustaf Edstrand som även drev bruket i Spångsholm. Det var C-G Edstrand som uppförde dagens mangårdsbyggnad . 2014 såldes gården av Kent och Helena Jonsson till Henrik Hermansson. På gården drivs ekologisk äggproduktion och växtodling.

## Ägare
- 1691-1693 Johan Gripenwaldt
- 1727-1750 Erik Gripenwaldt
- 1750-1765 Elisabet Frölich
- 1771 Erik Julius Cederhielm
- 1784-1793 Gerhard Malkolm Leijonhielm
- 1793-1843 Johan Göran Gripenwaldt